# Vuibert
Pour les articles homonymes, voir Vuibert.
Vuibert, maison d’édition du groupe Albin Michel, publie 200 titres par an dans des domaines riches et variés : management, gestion, efficacité professionnelle, préparation aux concours et aux examens, médecine et soins infirmiers mais aussi culture et société, histoire, sciences et nature, bien-être et santé…
Vuibert a pour vocation de transmettre le savoir, de susciter la curiosité, de se cultiver et  trouver des réponses au travers d’ouvrages innovants (guides, livres pratiques, essais, documents, papeterie, bandes dessinées) portés par des auteurs experts et inspirants[non neutre].

## Historique
En 1877, Henry Vuibert, alors jeune agrégé de mathématiques, fonde la librairie Vuibert et Nony, avec pour objectif essentiel de créer des revues scientifiques dont la Revue des mathématiques spéciales.
En 1885, il a l'idée d'éditer les sujets de baccalauréat, les Annales, ce qui fit de lui l'éditeur de la première collection parascolaire en France.
Au début du XXe siècle, la Librairie Vuibert publie principalement des ouvrages scientifiques (mathématiques, biologie, etc.), qu'ils soient directement liés aux programmes scolaires ou qu'ils relèvent d'une démarche de vulgarisation.
En 1945, son fils André qui lui succède, lance les Annales du brevet corrigées.
À partir du début des années 1970, la direction est assurée par Jean Adam, époux de Monique Vuibert, qui a notamment lancé des collections universitaires.
Au début des années 1980, Vuibert revendique d'avoir créé les premières collections de livres de gestion. 
En 1992, Magnard, société fondée en 1933 par Roger Magnard qui fut à l'origine du cahier de vacances, est devenu actionnaire principal de cette maison d'édition.
Depuis 1995, le Groupe Albin Michel est devenu le principal actionnaire de Vuibert. 
Aujourd'hui[Quand ?], Vuibert est notamment un éditeur de contenus et d'ouvrages pédagogiques pour les concours et l'enseignement supérieur. Cette maison publie environ 150 nouveautés par an dont des ouvrages plus grand public publiés dans la collection de la « Librairie Vuibert ».

## Directeurs de collection
- Guy Stavridès, « La Librairie Vuibert ».

## Auteurs publiés
- Jacques-Marie Bardintzeff (1953-) ;
- Jean-Louis Basdevant (1939-2025) ;
- Jean-Claude Baudet (1944-2021) ;
- Olivier Bellégo (1973-)[2] ;
- Henri Brocard (1845-1922) ;
- Gérald Bronner (1969-) ;
- Pierre Brunel (1939-) ;
- Philippe Charlier (1977-) ;
- Michel Crozon (1932-2008) ;
- Michel Debout (1945-2024) ;
- Patrick De Wever (1949-) ;
- Philippe Di Folco (1964-) ;
- Philippe Faucher (1963-) ;
- Vincent Fleury (1963-) ;
- Armelle Guyomarc'h (1971-)[3] ;
- Mélanie Hoffert (19..-)[4] ;
- Pierre-Brice Lebrun (1965-) ;
- Pascal Leprêtre (1972-)[5] ;
- Claude Mutafian (1942-) ;
- Jean-Marie Peretti (1946-)[6] ;
- Robert Reix (1934-2006) ;
- Jean-Pierre Thiollet (1956-) ;
- Pascal Torres (1964-) ;
- Gustave Zidler (1862-1936) ;
- Hervé Zwirn (1954-).